# 弗里德里希-威廉·乌尔里希
弗里德里希-威廉·乌尔里希（德語：Friedrich-Wilhelm Ulrich，1953年10月20日—），德国男子赛艇运动员。他曾代表东德参加1976年和1980年夏季奥林匹克运动会赛艇比赛，获得二枚金牌，均来自男子双人单桨有舵手项目。